# C/2019 V1 (Borisov)
C/2019 V1 (Borisov) — одна з параболічних комет. Абсолютна величина комети разом з комою становить 10.9m. Не передбачається, що комета буде яскравішою за 18m.

## Історія
Комета відкрита 2 листопада 2019 року. Була 19.0m на момент відкриття; об'єкт мав 7″ конденсовану кому і не мав хвоста. Кометний характер об'єкта підтвердив 3 листопада D. Durig, який відзначив кому від 6 до 8″.